# Maksîmivka, Vilneansk
Maksîmivka (în ucraineană Максимівка) este localitatea de reședință a comunei Maksîmivka din raionul Vilneansk, regiunea Zaporijjea, Ucraina.

## Demografie
Componența lingvistică a localității Maksîmivka
     Ucraineană (90,65%)
     Rusă (9,35%)
Conform recensământului din 2001, majoritatea populației localității Maksîmivka era vorbitoare de ucraineană (90,65%), existând în minoritate și vorbitori de rusă (9,35%).